# Гончаренко Михайло Андрійович
Миха́йло Андрі́йович Гончаре́нко (1991-2014) — старший солдат Збройних сил України, учасник російсько-української війни.

## Життєпис
Народився 1991 року в місті Запоріжжя. Закінчив Класичний приватний університет, протягом 2012—2013 років проходив строкову службу в Президентському полку. Мобілізований в квітні 2014-го, номер обслуги, 93-тя бригада.
23 липня 2014-го біля села Лозового терористи із засідки обстріляли колону військових; Михайло знаходився в першій машині колони, отримав важке поранення. Його довезли до лікарні, але там він помер.
25 липня відспіваний в Запоріжжі. Похований в Балабиному Запорізької області.
Без Михайла лишились мама Галина Гончаренко, брат та сестра.

### Нагороди та вшанування
- 14 листопада 2014 року за особисту мужність і героїзм, виявлені у захисті державного суверенітету та територіальної цілісності України, вірність військовій присязі під час російсько-української війни, відзначений — нагороджений орденом «За мужність III ступеня» (посмертно).
- в травні 2015 року на будинку, де народився Михайло, загиблий в зоні АТО, відкрили меморіальну дошку його честі.
- В лютому 2016 року на території Класичного приватного університету відкрито меморіальну дошку пам'яті Михайла Гончаренка.
- В лютому 2016 року в Запоріжжі вулиця Панфіловців перейменована на вулицю Михайла Гончаренка.
- 18 травня 2017 року у Запоріжжі встановили дошку з іменами полеглих військовослужбовців 93-ї бригади на одному з будинків, що розташований по вулиці, названій на честь підрозділу — «Героїв 93-ї бригади».